# Anatolij Michajlovič Stessel'
Anatolij Michajlovič Stessel', in russo Анатолий Михайлович Стессель? (San Pietroburgo, 10 luglio 1848 – Chmel'nik, 18 gennaio 1915), è stato un generale russo, comandante di Port Arthur durante la guerra russo-giapponese.

## Biografia
Anatolij Stessel nacque nel 1848, figlio del luogotenente generale Vinogradov Stessel. Si laureò dalla Scuola militare di Pavlovsk nel 1866 e partecipò alla guerra russo-turca del 1877. Successivamente comandò il 16º Reggimento di fanteria Ladoga nel 1897 e quindi dal 1897 al 1899 il 44º Reggimento di fanteria della Kamchatka. Venne nominato capo della 3ª Brigata della Siberia Orientale dal 1899 al 1903. Nel 1901 venne nominato luogotenente generale e si distinse per il suo ruolo nella soppressione della Ribellione dei Boxer, per la quale ricevette l'Ordine di San Giorgio (quarta classe).
Dal 12 agosto 1903 Stessel venne posto al comando della guarnigione di Port Arthur, Manciuria con un totale di oltre 50.000 uomini. Occupata dalla Russia fin dal 1897 le difese di Port Arthur erano state grandemente migliorate e modernizzate negli anni passati ed era considerata una delle posizioni più fortificate del mondo.
Nel gennaio 1904 venne nominato comandante del Terzo Corpo d'Armata siberiano. Nel febbraio 1904 scoppiò la guerra russo-giapponese. In maggio venne nominato governatore del Distretto Militare di Kwantun. Il luogotenente generale Konstantin Smirnov venne nominato suo successore a Port Arthur. Nel maggio 1904 venne sconfitto a Nanshan e si ritirò a Port Arthur, dove venne stretto d'assedio dalla Terza Armata giapponese al comando del generale Nogi Maresuke e rilevando Smirnov dal comando considerandolo come suo subordinato, controcomandandone gli ordini, rifiutando le sue richieste di rinforzi e rifornimenti e inviando telegrammi fuorvianti allo zar che accusavano Smirnov di ogni problema. Per tentare di risolvere il problema del doppio comando il generale Kuropatkin ordinò a Stessel il 3 luglio 1904 di lasciare Port Arthur a bordo di un cacciatorpediniere, ma Stessel ignorò l'ordine.
Successivamente alla morte del generale Roman Kondratenko il 15 dicembre 1904 a Fort Chikuan, Stessel nominò l'incompetente Aleksandr Fok al suo posto. Il 18 dicembre 1904 i giapponesi fecero esplodere una mina da 1800 kg sotto Fort Chikuan, che cadde la notte stessa. Il 28 dicembre 1904 una serie di mine furono fatte saltare sotto Fort Sungshu, l'ultima delle fortezze principali a essere rimasta, che si arrese quello stesso giorno. Il 1º gennaio 1904 anche Wantai cadde in mano giapponese. Quello stesso giorno Stessel e Fok inviarono un messaggio a un sorpreso generale Nogi offrendo la resa. Nessuno degli altri alti ufficiali russi era stato consultato e molti ne furono oltraggiati.
La resa fu accettata e firmata il 2 gennaio 1905. Dopo aver occupato la città il generale Nogi rimase sorpreso dal trovare grandi scorte di cibo e munizione, che implicavano che Stessel sia era arreso prematuramente. I giapponesi gli concessero di rimpatriare e al ritorno a San Pietroburgo, Stessel venne congedato dal servizio il 30 settembre 1906. Nel 1907 affrontò insieme ad altri ufficiali la corte marziale e il 17 febbraio 1908 fu condannato a morte, sentenza successivamente commutata a dieci anni di prigionia. Il 6 maggio 1909 fu perdonato dalla zar Nicola II di Russia.
Morì nel 1915 a Chmel'nik (ora compresa in Oblast' di Vinnycja, Ucraina).